# クリンケンベルグ彗星
クリンケンベルグ彗星(Comet Klinkenberg-Cheseaux)は1743年から1744年にかけて現れた大彗星であり、近日点に達した後に現れた扇状の6本の尾が特に有名である。彗星の命名規則に基づいた名前はC/1743 X1であり、シェゾー彗星(Comet de Cheseaux)や1744年の大彗星とも呼ばれる。クリンケンベルグ彗星は3人の天文家によって独立に発見された。1743年の11月下旬にヤン・デ・ミュンクJan de Munck、12月の第二週にディルク・クリンケンベルクDirk Klinkenberg、その4日後にジャン＝フィリップ・ロワ・ド・シェゾーが彗星を発見した。1744年に入るとクリンケンベルグ彗星は数カ月間肉眼で見えるようになり、空を華々しく飾った。クリンケンベルグ彗星の絶対等級は0.5等であった。これは、歴史上6番目の明るさとなる。この彗星の見かけの等級は-7等に達した可能性があり、大彗星と呼ぶに相応しい明るさであった。

## 発見
クリンケンベルグ彗星は3人によって独立に発見された。1743年11月29日にはミデルブルフでデ・ミュンクが、同年12月9日にはハールレムでクリンケンベルクが、同年12月13日にはローザンヌにある天文台でシェゾーがそれぞれこの彗星を発見した。このときシェゾーは、「クリンケンベルグ彗星は尾がなく、三等星のぼんやりとした星に似ていた」と言っており、この彗星のコマを5分角で測定した。
近日点が近づくにつれ、彗星は着実に明るくなっていった。伝えられるところによると、1744年2月18日には金星（-4.6等の明るさ）のように明るくなり、2本の尾を伸ばした。

## 近日点付近で生じた6本の尾
1744年の3月1日頃に、クリンケンベルグ彗星は近日点に達した。このとき彗星は太陽から0.2 AUの位置にあった。この時点で日中でも肉眼で観察できるほどに彗星は明るくなっていた。近日点から離れるときには壮大な尾が1本現れた。朝の薄明かりの中では彗星の頭は見えなかったにも関わらず、尾は水平線上に伸びていた。1744年3月上旬にはシェゾーや他の観察者が地平線上に6本の尾が扇状に広がって現れるというとても珍しい現象を報告した。
クリンケンベルグ彗星の尾の構造は長い間天文学者を悩ませた。他の彗星でも複数の尾が生じることはあったが、この彗星のように6本の尾が生じることは今までになかったからである。この現象は、クリンケンベルグ彗星には尾を生成する活動的なガス・塵が3つもあり、それによって扇状の尾が生成されたと示唆されている。クリンケンベルグ彗星の尾の現象は、ウェスト彗星やマックノート彗星などの彗星に見られるような、塵の尾の顕著な例であるという説が提案されている。

## その他の観察
3月9日にシェゾーは北半球で最後となる観察を行った。南半球では3月10日以降でもこの彗星を観察することができ、3月18日には約90度まで尾が伸びた。1744年4月22日以降は南半球でも彗星を観察することはできなくなった。
クリンケンベルグ彗星は中国でも観察記録が残っている。この観察記録には、彗星と共に音が生じたと記されている。これが事実ならば、この音は地球の磁気圏と粒子の相互作用によって生じたものと考えられる。
当時13歳だったシャルル・メシエもクリンケンベルグ彗星を観察している。メシエはメシエカタログを作った後に、多くの彗星を発見した。